# Лейк-Гров (тауншип, Миннесота)
Лейк-Гров (англ. Lake Grove) — тауншип в округе Маномен, Миннесота, США. На 2000 год его население составило 203 человека.

## География
По данным Бюро переписи населения США площадь тауншипа составляет 94,1 км², из которых 90,4 км² занимает суша, а 3,7 км² — вода (3,94 %).

## Демография
По данным переписи населения 2000 года здесь находились 203 человека, 74 домохозяйства и 56 семей.  Плотность населения —  2,2 чел./км².  На территории тауншипа расположена 81 постройка со средней плотностью 0,9 построек на один квадратный километр. Расовый состав населения: 76,85 % белых, 7,88 % коренных американцев и 15,27 % приходится на две или более других рас. Испанцы или латиноамериканцы любой расы составляли 0,99 % от популяции тауншипа.
Из 74 домохозяйств в 28,4 % воспитывались дети до 18 лет, в 60,8 % проживали супружеские пары, в 2,7 % проживали незамужние женщины и в 23,0 % домохозяйств проживали несемейные люди. 18,9 % домохозяйств состояли из одного человека, при том 9,5 % из — одиноких пожилых людей старше 65 лет. Средний размер домохозяйства — 2,74, а семьи — 3,04 человека.
28,1 % населения — младше 18 лет, 4,9 % — в возрасте от 18 до 24 лет, 21,2 % — от 25 до 44, 31,0 % — от 45 до 64, и 14,8 % — старше 65 лет. Средний возраст — 41 год. На каждые 100 женщин приходилось 109,3 мужчин.  На каждые 100 женщин старше 18 приходилось 117,9 мужчин.
Средний годовой доход домохозяйства составлял 30 417 долларов, а средний годовой доход семьи —  34 583 доллара. Средний доход мужчин —  17 321  доллар, в то время как у женщин — 21 071. Доход на душу населения составил 14 439 долларов. За чертой бедности находились 3,3 % семей и 11,3 % всего населения тауншипа, из которых 21,6 % младше 18 и 9,5 % старше 65 лет.